# Yuasa (Wakayama)
Yuasa (湯浅町, Yuasa-chō) est un bourg du district d'Arida, dans la préfecture de Wakayama, au Japon.

## Géographie

### Démographie
Au 1er décembre 2014, la population de Yuasa s'élevait à 12 348 habitants répartis sur une superficie de 20,80 km2.

### Agriculture
Yuasa produit quasi exclusivement un agrume nommé sambokan (Citrus sulcata) qui en est originaire. 